# Liste von Persönlichkeiten aus Nagoya
Diese Liste zählt Personen auf, die in der japanischen Stadt Nagoya geboren wurden oder längere Zeit vor Ort gewirkt haben.

## A
- Yutaka Akita (* 1970), Fußballspieler
- Miki Andō (* 1987), Eiskunstläuferin
- Hirotaka Akamatsu (* 1948), Politiker
- Sayaka Aoki (* 1986), Leichtathletin
- Shūsaku Arakawa (1936–2010), Maler, Grafiker und Architekt
- Mao Asada (* 1990), Eiskunstläuferin
- Yoshihiro Asai (* 1966), Wrestler

## E
- Tatsuya Egawa (* 1961), Mangaka

## F
- Motohisa Furukawa (* 1965), Politiker
- Ibuki Fujita (* 1991), Fußballspieler

## G
- Gessen (1741–1809), Maler

## H
- Noriyuki Haga (* 1975), Motorradrennfahrer
- Kazushi Hano (* 1991), Rugbyspieler

## I
- Satoshi Iida (* 1969), Boxsportler
- Masao Itō (1928–2018), Neurowissenschaftler
- Midori Itō (* 1969), Eiskunstläuferin
- Tadahiko Itō (* 1964), Politiker
- Itō Ren (1898–1983), Maler
- Yui Itsuki (* 1984), Rocksängerin und Synchronsprecherin

## J
- Jong Tae-se (* 1984), Fußballspieler

## K
- Masakazu Kagiyama (* 1971), Eiskunstläufer
- Toshiki Kaifu (1931–2022), Politiker
- Yuriko Kajiya (* 1984), Balletttänzerin
- Satoshi Kamiya (* 1981), Origami-Meister
- Jun Kasai (* 2000), Langstreckenläufer
- Mami Kataoka (* 1965), Kuratorin und Hochschullehrerin
- Kato Hideki (* 1962), Musiker
- Masaaki Katō (* 1958), Fußballspieler
- Mana Kawabe (* 2004), Eiskunstläuferin
- Takashi Kawamura (* 1948), Politiker
- Maeda Keiji (1543–1612), Samurai
- Moa Kikuchi (* 1999), Metalsängerin
- Katō Kiyomasa (1561–1611), Daimyō
- Yoshito Kishi (1937–2023), Chemiker
- Kitō Nabesaburō (1899–1982), Maler
- Makoto Kobayashi (* 1944), Physiker
- Akihiro Koike (* 1998), Fußballspieler
- Kensuke Koike (* 1980), Künstler
- Kōji Kondō (* 1961), Komponist
- Shōichi Kondō (* 1958), Politiker
- Takahiko Kozuka (* 1989), Eiskunstläuferin
- Hiroki Kurimoto (* 1990), Fußballspieler
- Kishō Kurokawa (1934–2007), Architekt
- Shōzō Kusakawa (1928–2019), Politiker
- Tadaaki Kuwayama (1932–2023), Maler

## M
- Maeda Toshiie (1538–1599), Samurai
- Kiyozawa Manshi (1863–1903), buddhistischer Priester und Philosoph
- Toshihide Masukawa (1940–2021), Physiker
- Minamoto no Yoritomo (1147–1199), Shōgun
- Masumi Miyazaki (* 1968), Schauspielerin und Fotomodell
- Naoko Mori (* 1975), Schauspielerin
- Shigefumi Mori (* 1951), Mathematiker
- Shigeharu Mukai (* 1949), Jazzmusiker
- Kanako Murakami (* 1994), Eiskunstläuferin
- Moa Kikuchi     (* 1999), Musikerin und Model

## N
- Nakabayashi Chikutō (1776–1853), Maler
- Niwa Nagahide (1535–1585), Samurai
- Akihiko Nakamura (* 1990), Leichtathlet
- Ryōta Nakamura (* 1991), Fußballspieler
- Takuma Nishimura (* 1996), Fußballspieler
- Sakuma Nobumori (1528–1582), Samurai
- Issei Nomura (1940–2021), Diplomat
- Erick Noriega (* 2001), Fußballspieler
- Karina Nose (* 1984), Schauspielerin und Model
- Hisashi Nozawa (1960–2004), Schriftsteller

## O
- Oda Nobunaga (1534–1582), Daimyō
- Akane Ogura (?), Mangaka
- Yoshie Onda (* 1982), Eiskunstläuferin
- Eri Ōno (* 1955), Pop- und Jazzsängerin
- Arimasa Ōsawa (* 1956), Schriftsteller
- Kōhei Ōtsuka (* 1959), Politikwissenschaftler

## R
- Sumita Raishirō (1890–1979), Generalleutnant der Kaiserlichen Armee
- Ryoff Karma (1983-), Rapper, Fernsehmoderatorin

## S
- Rei Sakamoto (* 2006), Tennisspieler
- Sakuma Morimasa (1554–1583), Samurai
- Sassa Narimasa (1536–1588), Samurai
- Kazuki Satō (* 1993), Fußballspieler
- Takayuki Seto (* 1986), Fußballspieler
- Shibata Katsuie (1522–1583), Daimyō
- Hotta Shōzō (1899–1990), Bankmanager
- Yanagawa Shunsan (1832–1870), Westlicher Gelehrter der späten Edo-Zeit und Begründer der Zeitungen und Zeitschriften in Japan
- Kazuko Sugiyama (* 1947), Synchronsprecherin
- Tonegawa Susumu (* 1939), Molekularbiologe
- Tetsushi Suwa (* 1969), Schriftsteller
- Jun Suzuki (* 1993), Fußballspieler
- Shin’ichi Suzuki (1898–1998), Violinist
- Toshio Suzuki (* 1948), Filmproduzent
- Hirotaka Suzuoki (1950–2006), Synchronsprecher

## T
- Tachibana Zuichō (1890–1968), Erforscher und Offizier
- Junto Taguchi (* 1996), Fußballspieler
- Hayashi Taizō (1920–1998), Bauingenieur und Hochschullehrer
- Naoshi Takahashi (* 1973), Dirigent
- Hiroshi Tamaki (* 1980), Sänger und Schauspieler
- Naomi Tamura (* 1954), Popsängerin und Songwriterin
- Shōmei Tōmatsu (1930–2012), Fotograf
- Akira Toriyama (1955–2024), Mangaka, Charakterdesigner und Drehbuchautor
- Akio Toyoda (* 1956), Manager
- Toyoda Eiji (1913–2013), Manager
- Toyotomi Hideyoshi (1537–1598), Daimyō
- Saburō Tsukamoto (1927–2020), Politiker

## U
- Shōma Uno (* 1997), Eiskunstläufer

## W
- Yōichi Wada (* 1959), Manager
- Wadachi Kiyoo (1902–1995), Seismologe
- Shūto Watanabe (* 1997), Fußballspieler

## Y
- Chitose Yagami (* 1969), Mangaka
- Kazuki Yamaguchi (* 1995), Fußballspieler
- Yamamoto Baiitsu (1783–1856), Maler
- Kōji Yamamura (* 1964), Anime-Regisseur
- Hinata Yamauchi (* 2001), Fußballspieler
- Yokoi Yayū (1702–1783), Samurai und Dichter
- Aya Yoshida (* 1971), Organistin und Kirchenmusikerin
- Hana Yoshida (* 2005), Eiskunstläuferin